# 可程式化陣列邏輯
可程式化陣列邏輯（英語：Programmable Array Logic, PAL），是一種以CMOS的設計技術設計的可程式化邏輯裝置（PLD）。

## 歷史
在PLD問世之前，數字邏輯電路設計都是採用小規模集成（SSI）的部分，例如在7400系列的TTL（晶體管晶體管邏輯）家族；7400系列包括各種邏輯構建模塊，如閘道（NOT, NAND, NOR, AND, OR），multiplexers（MUXes）及demultiplexers（DEMUXes），flip flops（D型, JK等）及其他。
PALs並非第一個商業化的PLD；Signetics在1975年已經開始銷售field programmable logic array（FPLA）。但是FPLA又慢（因為同時有programmable-AND和programmable-OR arrays）又貴，無法取得市場青睞。FPLA過大也是一個原因。
第一代PAL是由Monolithic記憶體公司（Monolithic Memories, Inc.，簡稱：MMI）所推出，第一個在商業化市場運用的PLD。MMI公司在20-pin（20支接腳、引腳、腳位）的PAL方面相當成功，之後超微（AMD）公司也推出了22V10，22V10也是顆PAL，具有原先PAL所有的特性特點，但接腳數增至24-pin。

## 架構

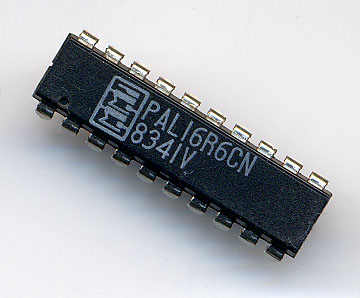
MMI PAL 16R6 in 20-pin DIP

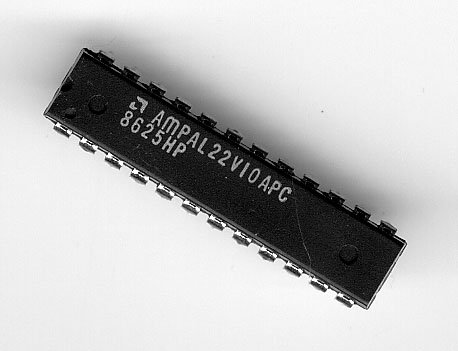
AMD 22V10 in 24-pin DIP

PAL可分成二個部份：Programmable logic plane與Output logic。

## 程式化PALs

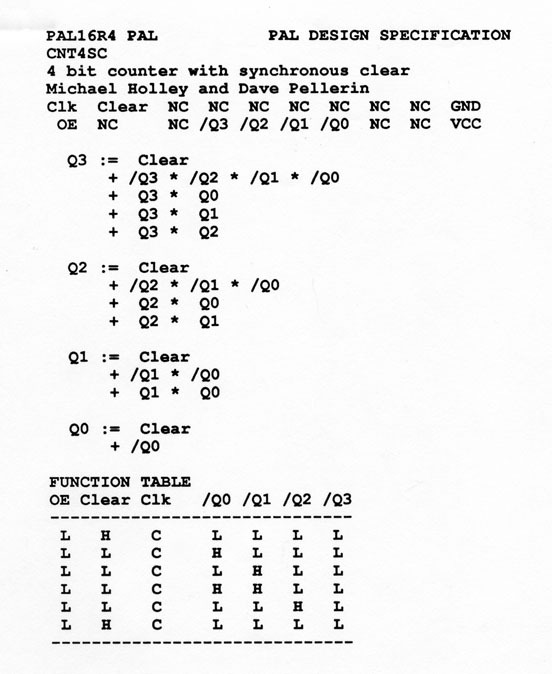
PALASM設計4-位元計數器

很少人懂得PAL程式設計，PAL的程式化部份會有一些third-party，像是DATA/IO。
程式設計師經常使用硬體描述語言（hardware description language，HDL）例如Data I/O's ABEL，Logical Devices' CUPL，或MMI's PALASM。
PALASM是一種早期的硬體描述語言，主要是用來開發、撰寫能燒錄（program）至可程式陣列邏輯（PAL）的可程式邏輯裝置（PLD）內。

### ABEL
Data I/O公司推出ABEL。

### CUPL
Logical Devices公司推出Universal Compiler for Programmable Logic（CUPL），可執行於MSDOS系統之上。

## 後續發展
其他較大型的可编程逻辑器件还包括现场可编程逻辑门阵列（FPGA）。目前經常使用於Altera與Xilinx。